# 岸真弓
岸 真弓（きし まゆみ、12月20日 - ）は、日本の気象予報士、防災士。オフィス気象キャスター所属。愛称は「まゆまゆ」。

## 略歴・特徴
群馬県高崎市出身。学習院大学文学部卒業後、モデル、リポーターをしていた。その後気象予報士試験に合格し、2005年に福岡市へ。日本気象協会九州支社に入った。
2009年9月、福岡県農林水産物キャンペーンスタッフ「福岡うまかもん大使」に選ばれる。この前後からテレビにも進出するようになる。最初は同年2月『今日感テレビ』（RKB毎日放送）にアナウンサー予報士のはしりでもある龍山康朗の代役として1週間出演。しかし初日はシステムトラブルで大混乱となった。
その後気象協会を離れ、2014年本拠地を広島に移す。平日は中国放送の番組で気象情報を担当し、週末のみ福岡でラジオに出演する生活を送っている。

## 現在の担当番組
中国放送
- イマなまっ!気象情報（テレビ：月曜から木曜まで、2014年度）
- RCCニュース6「まゆてん」（テレビ、2014年7月7日から）
- ラジオ気象情報

RKBラジオ
- あべちゃんトシ坊!こりない二人（土曜日：15時台、こりないお天気教室）

### 過去の担当番組
NHK北九州放送局
- きたきゅうたいむ（2010・2011年度、エリア気象情報）

RKB毎日放送
- 今日感テレビ気象情報（レギュラーとしては2013年度金曜。それ以前は随時）
- 開店!ウメ子食堂（隔週金曜コーナー担当、2013年度）